# Bolderāja (stacja kolejowa)
Bolderāja – towarowa stacja kolejowa w miejscowości Ryga, na Łotwie. Położona jest na linii Zasulauks – Bolderāja, obsługującej zachodnią cześć Wolnego Portu Ryga.
Istnieją plany budowy na stacji infrastruktury dla ruchu pasażerskiego.

## Bibliografia

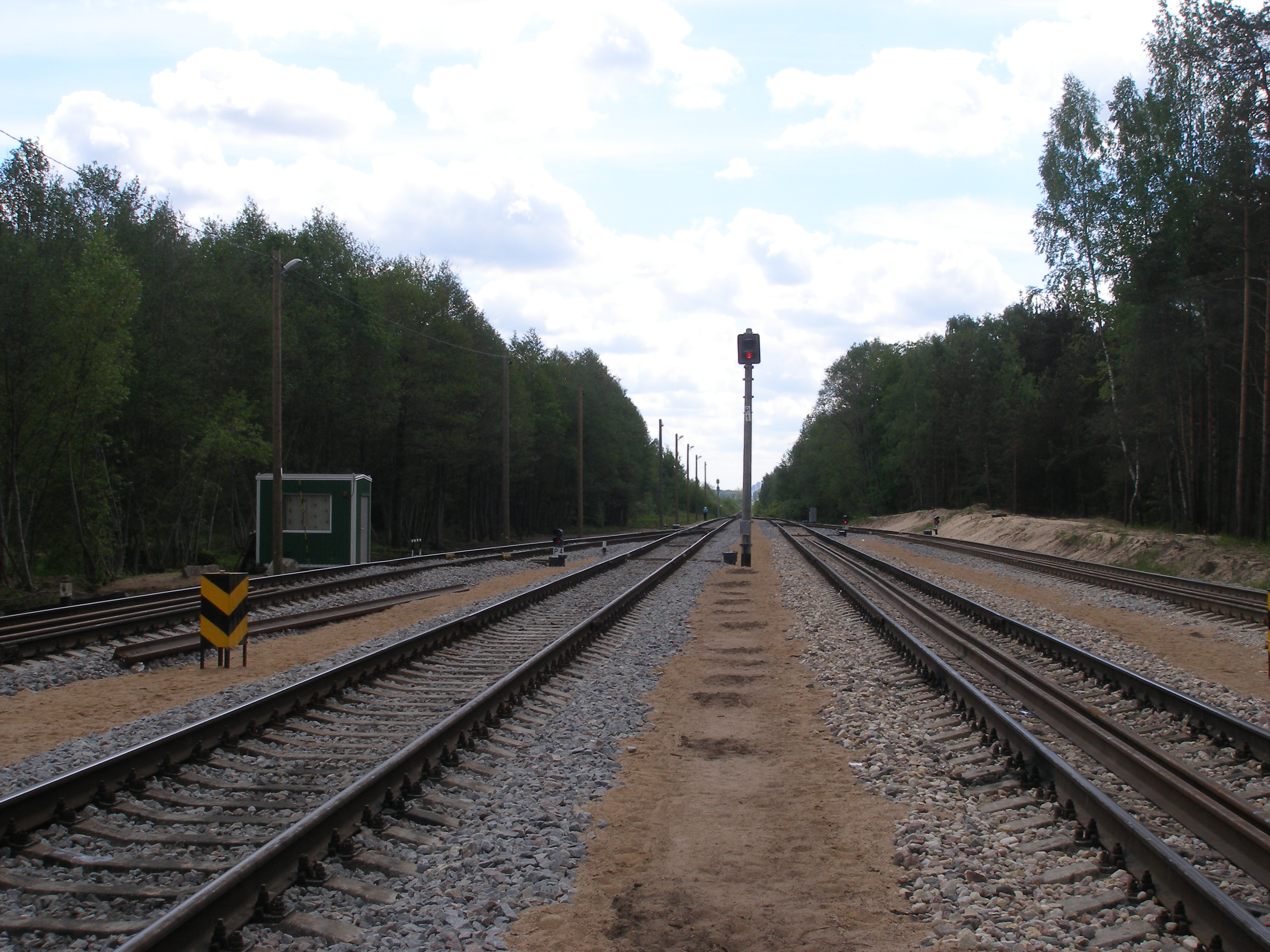